# Agropyron bulbosum
Agropyron bulbosum är en gräsart som beskrevs av Pierre Edmond Boissier. Agropyron bulbosum ingår i släktet kamveten, och familjen gräs. Inga underarter finns listade i Catalogue of Life.